# Joan A. Steitz
Joan Elaine Argetsinger Steitz (26 de gener de 1941), més coneguda com a Joan A. Steitz és una bioquímica estatunidenca, que va realitzar importants descobriments en el ARN.

## Biografia
Va néixer a Mineapolis, estat de Minnesota (EUA). Inicia els seus estudis als anys cinquanta i seixanta en un moment en què no hi havia models femenins de bioquímica i biologia molecular. En 1963, Steitz va obtenir la seva llicenciatura en química per la Universitat Antioquia, Ohio, on es va interessar per la biologia molecular al laboratori d'Alex Rich, Massachusetts Institute of Technology, com a "coop" Antioquia.
En 1975 va demostrar, incloent-hi idees innovadores, sobre com els ribosomes interaccionen amb l'ARN missatger. surt del nucli cel·lular mitjançant l'aparellament de bases complementàries i que estan empalmats per proteïnes ribonucleiques nuclears petites (snRNPs), que es produeixen en eucariotes. El setembre del 2018, va guanyar el Premi Lasker-Koshland per obtenir èxits especials en ciències mèdiques. El premi Lasker és conegut sovint com el "Nobel americà", ja que 87 dels receptors anteriors han guanyat els premis Nobel.
Després de completar el seu títol de llicenciada, Steitz va sol·licitar estudis de medicina en lloc de graduar-se, ja que coneixia metgesses però no científiques. Va ser acceptada a la Harvard Medical School, però després d'haver-hi estat un estiu treballant-hi, molt emocionada, com a científica de banc en el laboratori de Joseph Gall a la Universitat de Minnesota, va rebutjar la invitació a la Harvard Medical School i va sol·licitar el nou programa de bioquímica a Harvard i biologia molecular. Allà va ser la primera estudiant graduada que es va incorporar i treballar al laboratori del premi Nobel James Watson sota la seva supervisió investigant l'ARN del bacteriòfag R17.r
Fundadora del camp de biologia de l'ARN i destacada activista en les carreres científiques de les dones.

## Carrera
Steitz va completar la investigació postdoctoral al Laboratori de Biologia Molecular (LMB) del Medical Research Council (MRC) de la Universitat de Cambridge (Regne Unit), on va col·laborar amb Francis Crick, Sydney Brenner i Mark Bretscher. A LMB, Steitz es va centrar en la qüestió de com saben els bacteris per on començar el "marc de lectura" a l'ARNm. En el procés, Steitz va descobrir les seqüències exactes en un virus d'ARN madur que codifica tres proteïnes on el virus de l'ARNm s'uneix als ribosomes bacterians per produir proteïnes. El 1969 va publicar un article fonamental en Nature que mostra la seqüència de nucleòtids dels punts inicials vinculants.
En 1970, Steitz es va unir a la facultat de Yale. En 1975, va publicar un descobriment de la investigació pel qual és àmpliament coneguda, demostrant que els ribosomes utilitzen l'aparellament complementari de bases per identificar el lloc d'inici en l'ARNm.
En 1980, Steitz, en col·laboració amb Michael Lerner, va publicar un altre article crític, usant immunoprecipitació amb anticossos humans de pacients amb autoimmunitat per aïllar i identificar les noves entitats snRNP (pronunciades "snurps") i detectar el seu paper en splicing. Un snRNP és una longitud curta específica d'ARN, al voltant de 150 nucleòtids llarga, associada a proteïnes, que està implicada en el splicing introns de l'ARN recentment transcrit (pre-ARNm), un component dels spliceosomes. El document de Steitz "va posar el camp per davant en anys lleugers i va anunciar l'allau de petits ARNs que des de llavors han descobert que tenen un paper en múltiples passos en la biosíntesi d'ARN", va assenyalar Susan Berget.
Steitz més tard va descobrir un altre tipus de partícula snRNP, la snoRNP, involucrada en una important minoria de reaccions de splicing de l'ARNm. Mitjançant l'anàlisi de les ubicacions genètiques dels gens pels snoRNPs, va demostrar de manera concloent que els introns no són "ADN escombraries", tal com havien descrit sovint. El seu treball ajuda a explicar el fenomen del "splicing alternatiu de l'ARN"
El seu descobriment de les snRNPs i snoRNPs explica un descobriment misteriós: els éssers humans només tenen el doble del nombre de gens d'una mosca de la fruita. "La raó per la qual podem sortir amb tan pocs gens és que quan teniu aquests trossos de ximpleries, podeu afegir-los de diferents maneres", va dir. "De vegades es pot desfer-se de les coses i afegir coses a causa d'aquest procés de splicing, de manera que cada gen té productes proteics lleugerament diferents que poden fer coses lleugerament diferents. Així, multiplica el contingut d'informació de cadascun dels nostres gens."
La investigació de Steitz [20] pot produir nous coneixements sobre el diagnòstic i el tractament de trastorns autoimmunes com el lupus, que es desenvolupen quan els pacients fan anticossos antinuclears contra el seu propi ADN, snRNPs o ribosomes.
Steitz va comentar el tractament sexista de les dones en la ciència i va assenyalar que una dona científica necessita ser el doble de bona per la meitat de la remuneració. Ha estat una "incansable promotora de dones en ciències", va assenyalar Christine Guthrie, que va descriure a Steitz com "una de les grans científiques de la nostra generació".
Steitz ha sigut membre de nombroses capacitats professionals, com a directora científica del Fons per a Recerca Mèdica Jane Coffin Childs Memorial (1991–2002) i membre del consell de redacció de Genes & Development.

## Vida personal
Steitz (nascuda a Joan Argetsinger) professora de biofísica molecular i bioquímica a la Universitat Yale i de l'Institut Mèdic Howard Hughes. Casada amb Thomas Steitz, també professor de Biofísica Molecular i Bioquímica de Sterling a Yale i Premi Nobel de Química en 2009 amb laurea, el 1966. Tenen un fill, Jon.

## Premis i guardons
- Premi Lasker-Koshland per obtenir èxit en ciències mèdiques (2018)
- Royal Society of London (2014)
- Premi Jubileu Conferència de la Societat Bioquímica (2009)
- Doctor honoris causa de la Universitat de Colúmbia] (2011)
- Premi Albany Medical Center (compartit amb Elizabeth Blackburn) (2008)
- Premi Rosalind E. Franklin per a dones en ciència, Institut Nacional del Càncer (2006)
- Premi Internacional Gairdner Foundation (2006)
- E.B. Wilson Medal (2005), Societat nord-americana de biologia cel·lular
- Premi RNA Society Lifetime Achievement (2004)
- Premi de la Fundació Caledonian Research (CRF) en ciències biomèdiques i arts i lletres (2004), Royal Society of Edinburgh
- Premi FASEB Excellence in Science (2003)
- Premi Lewis S. Rosenstiel a la Ciència Mèdica Bàsica Distingida (2002)
- Premi L'Oréal-UNESCO per a la Dona en Ciència (2001)
- Premi Triennal de Warren (1989)
- Premi Dickson per a la ciència (1988)
- Medalla Nacional de Ciència (1986), National Science Foundation [2]
- Membre de l'Acadèmia Nacional de Ciències (1983)
- Premi Lee Howley, Sr. per a investigació sobre artritis (1983)
- Premi NAS en Biologia Molecular (1982)
- Acadèmia Americana d'Arts i Ciències (1982)
- Premi Eli Lilly en Química Biològica (1976)
- Premi Passano Foundation Young Scientist (1975)

A més, és membre d'algunes de la societats científiques més importants del món com la Royal Society o l'Acadèmia Nacional de Ciències dels Estats Units, on a la seva candidatura es llegeix:
| « | Joan Steitz és una de les pioneres del camp de la biologia de RNA, coneguda mundialment per les seves i moltes contribucions fonamentals. Va mostrar com s'utilitza l'ARN ribosomal per iniciar la traducció al lloc inicial de l'ARNm. Va descobrir spliceosomes, les partícules que són els llocs d'empat de l'ARN pre-missatger a l'ARNm final madur i van aclarir moltes de les seves funcions. Va descobrir que els introns, que es creia que són inerts, codifiquen pels sno-ARNs que apunten a la modificació d'altres ARN cel·lulars durant la seva maduració. Més recentment, ha trobat nous papers en microRNAs en la regulació de gens. | » |